# Нестор Карбонел
Нестор Гастон Карбонел (на английски: Nestor Gastón Carbonell) (роден на 1 декември 1967 г.) е американски актьор, известен с ролята си на Ричард Алпърт в американския сериал „Изгубени“.

## Филмография

### Филми
- „Димящи аса“
- „Черният рицар“
- „Ноевият ковчег: Новото начало“
- „Черният рицар: Възраждане“

### Телевизия
- „Закон и ред“
- „Мелроуз плейс“
- „Фантазиите на Вероника“
- „Палавата Сюзан“
- „Статичен шок“
- „Мелроуз плейс“
- „Али Макбийл“
- „Отделът“
- „Тик“
- „Монк“
- „Смешно отделение“
- „Лигата на справедливостта без граници“
- „Д-р Хаус“
- „Силно лекарство“
- „Бранди и г-н Уискърс“
- „Главнокомандващ“
- „Забравени досиета“
- „Новият ден“
- „Американски дракон: Джейк Лонг“
- „Анди Баркър, частен детектив“
- „Ким Суперплюс“
- „Кейн“
- „Изгубени“
- „Пингвините от Мадагаскар“
- „Осмо чувство“